# Ga Songdo
Ga Songdo (Tiếng Hàn: 송도역, Hanja: 松島驛) là ga tàu điện ngầm trên Tuyến Suin–Bundang, nằm ở Onngyeon-dong, Yeonsu-gu, Incheon, Hàn Quốc. Từ năm 2025, nó được lên kế hoạch trở thành ga đầu và cuối cho các chuyến tàu chung của Tuyến KTX và Tuyến Gyeonggang khởi hành từ Incheon và dự án này được phản ánh trong Kế hoạch cơ bản xây dựng mạng lưới đường sắt quốc gia lần thứ 3 của Bộ Đất đai, Cơ sở hạ tầng và Giao thông vận tải.

## Lịch sử
- 5 tháng 8 năm 1937: Mở cửa nhà ga[3]
- 14 tháng 7 năm 1973: Đoạn Namincheon ~ Songdo bị bãi bỏ và trở thành ga xuất phát và ga cuối của Tuyến Suin[4]
- 25 tháng 10 năm 1988: Sửa đổi bảng khoảng cách (Điểm xuất phát Suwon 47,0km → 46,3km)[5]
- 20 tháng 7 năm 1992: Hoạt động bị đình chỉ do phát triển khu dân cư Yeonsu[6]
- 1 tháng 9 năm 1994: Đoạn Songdo ~ Đại học Hanyang tại Ansan bị bãi bỏ và nhà ga đóng cửa[7]
- 30 tháng 6 năm 2012: Đoạn Oido ~ Songdo của Tuyến Suin mở cửa trở lại và bắt đầu hoạt động như một ga tàu điện ngầm[8]

- 27 tháng 2 năm 2016: Khai trương đoạn Songdo ~ Incheon của Tuyến Suin và khai trương nhà ga.[9][10]
- 29 tháng 5 năm 2020: Sửa đổi điểm đầu và khoảng cách theo sửa đổi của bảng khoảng cách đường sắt.[11]
- 12 tháng 9 năm 2020: Kết nối trực tiếp với Tuyến Bundang với việc khai trương đoạn Suwon ~ Oido
- 12 tháng 9 năm 2020: Số nhà ga được đổi thành K267 do mở Tuyến Suin–Bundang

## Bố trí ga
| ↑ Yeonsu        |
| ４３ \| ２１ \| |
| Đại học Inha ↓  |

| １·２ | ●Tuyến Suin–Bundang | → Hướng đi Đại học Inha · Sungui · Incheon → |
| ３·４ | ●Tuyến Suin–Bundang | ← Hướng đi Ansan · Suwon · Wangsimni         |

## Xung quanh nhà ga
- Bảo tàng Thành phố Incheon
- Nhà tưởng niệm chiến dịch đổ bộ Incheon
- Trường trung học Songdo
- Trường trung học nữ sinh Okryeon
- Trường trung học khoa học biển Incheon
- Trường trung học cơ sở Okryeon
- Trường trung học cơ sở Insong
- Trường trung học cơ sở Hambak
- Trường tiểu học Songdo
- Trường tiểu học Chunkhyeon
- Trường tiểu học Okryeon Okryeon
- Trường tiểu học Incheon Neungheodae
- Đồn cảnh sát biển Incheon
- Suinseong-gil
- Phòng triển lãm ga Songdo

## Hình ảnh

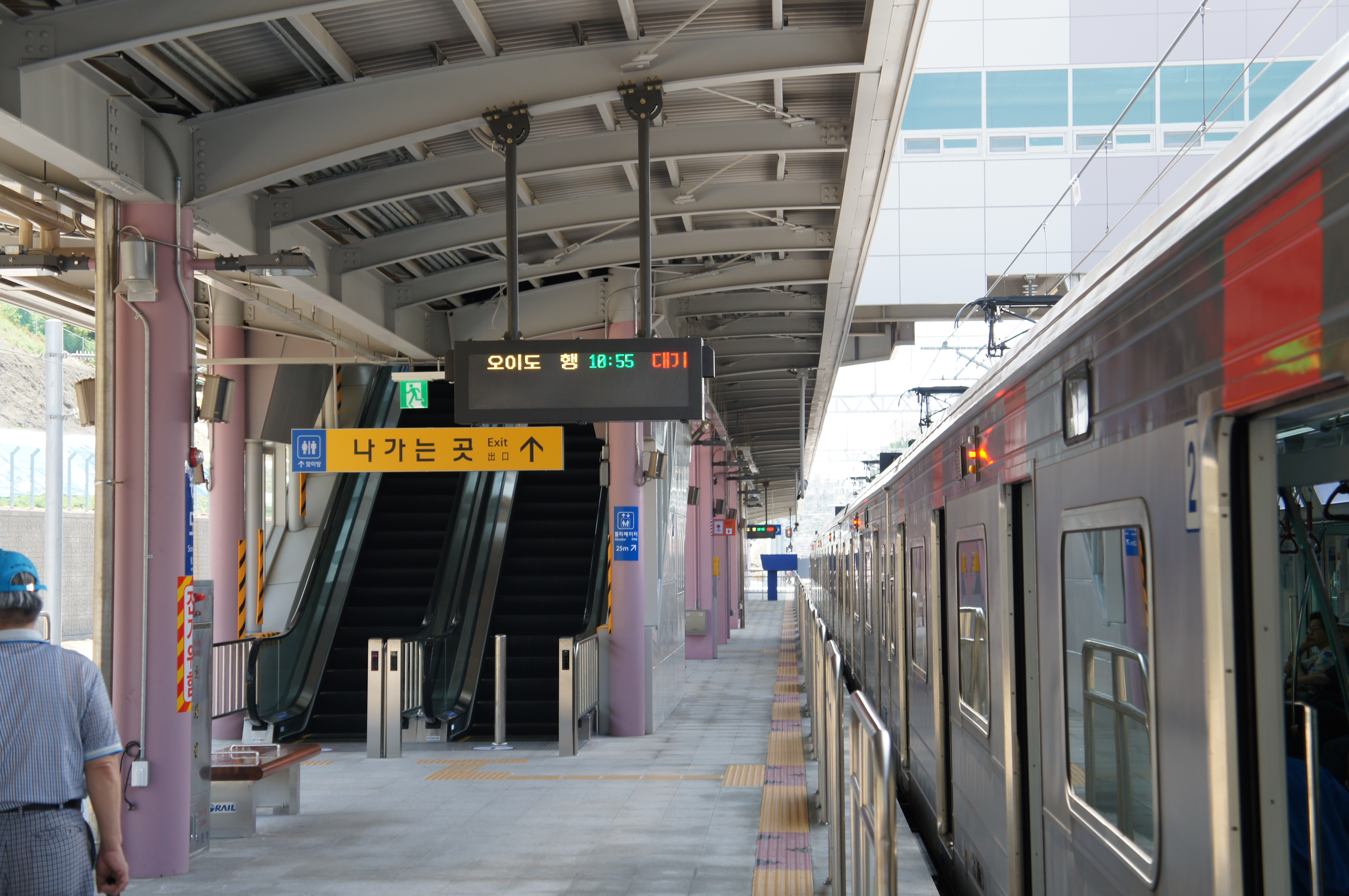
Sân ga (trước khi lắp đặt cửa chắn)
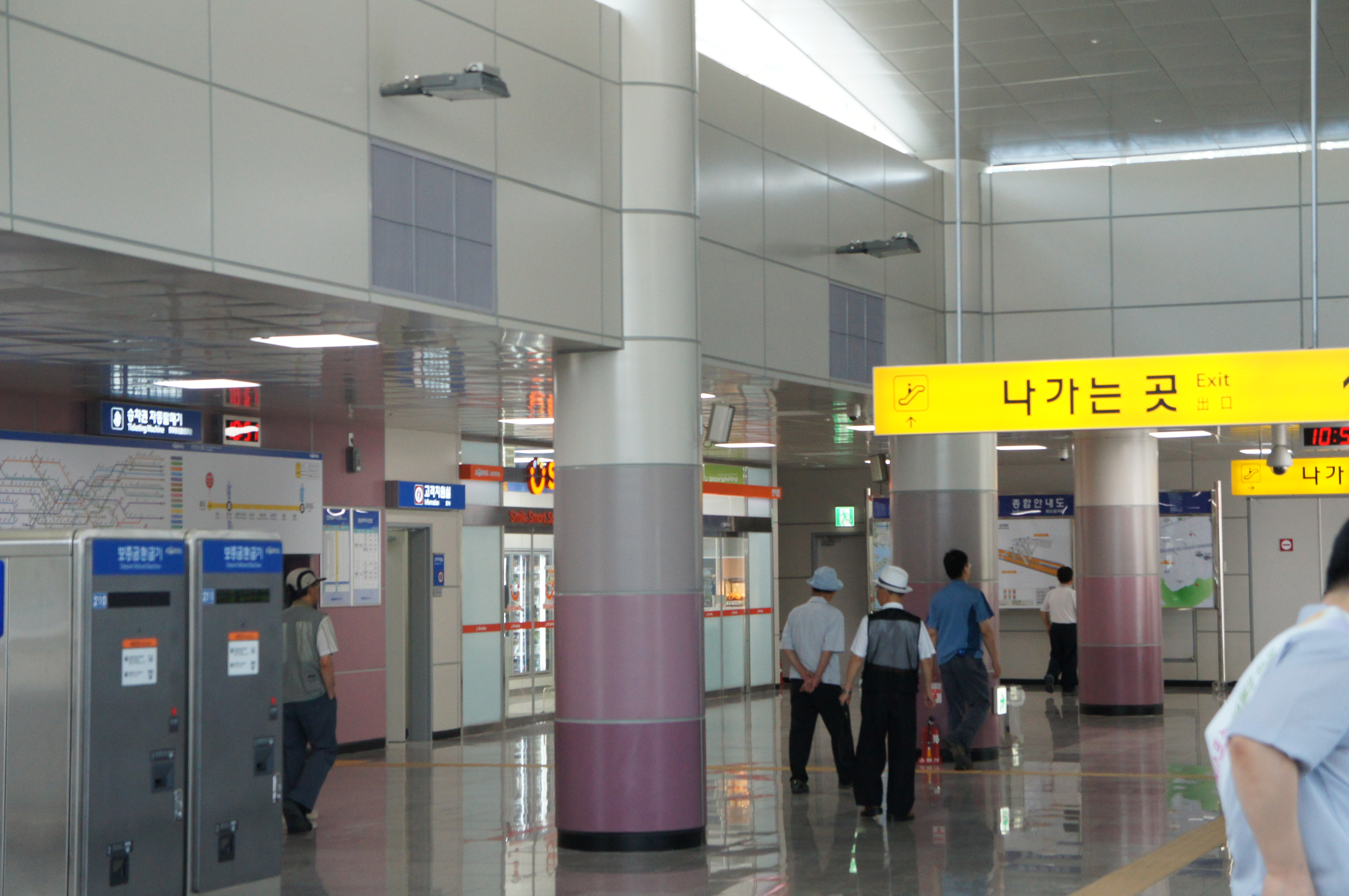
Phòng chờ
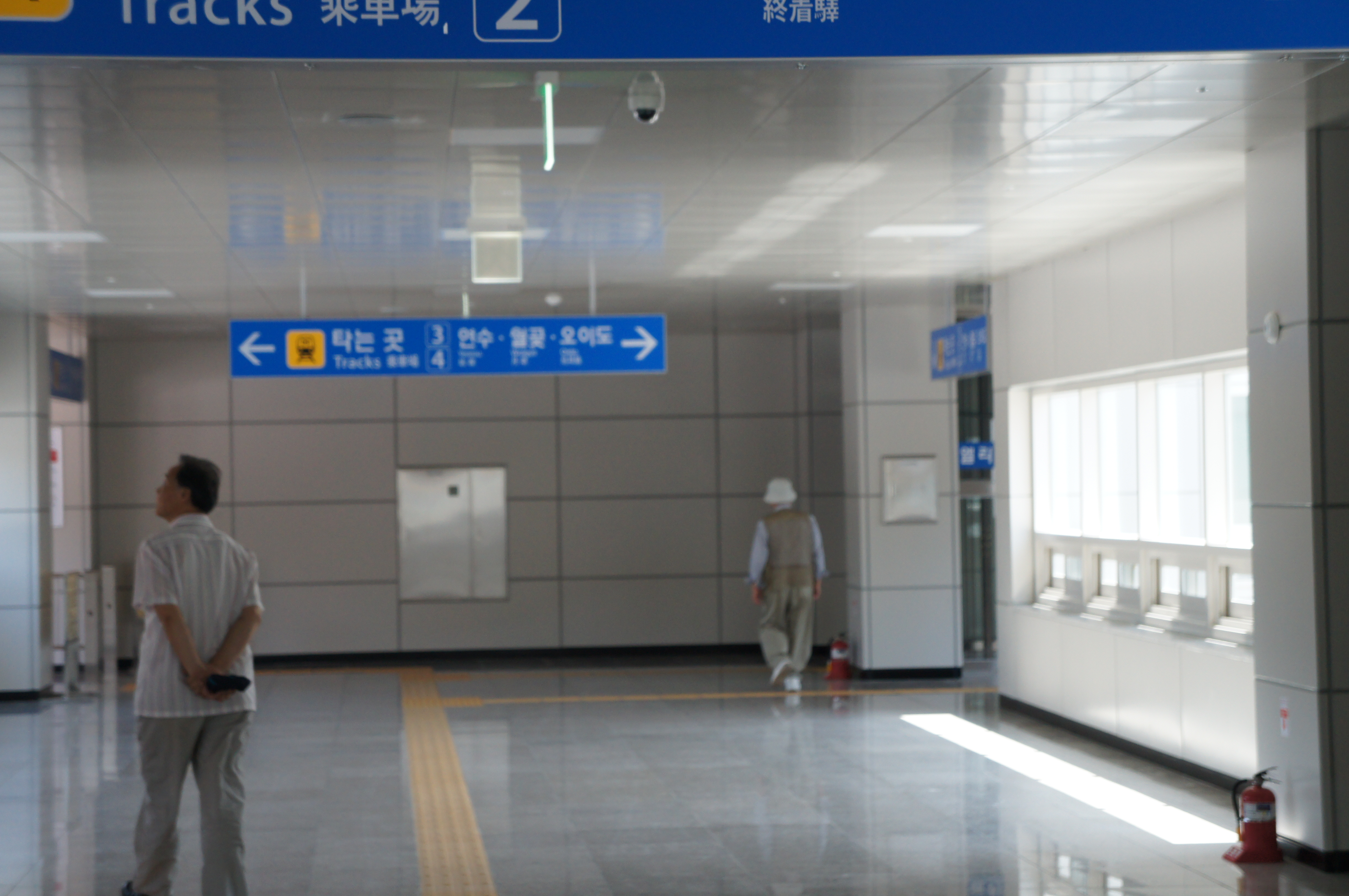
Nền tảng
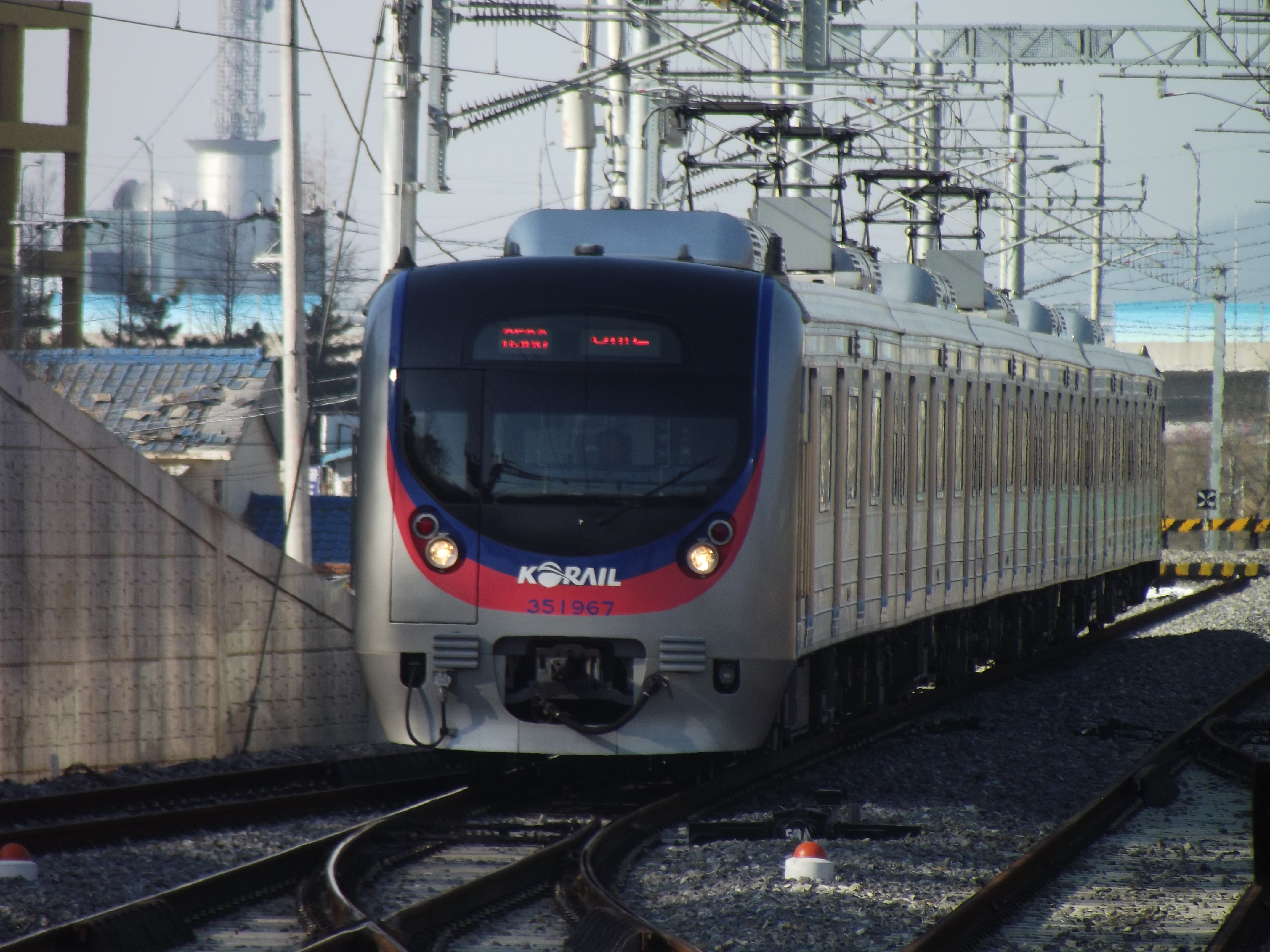
Tàu vào khu vực ga từ đường vòng (trước khi mở đoạn đường nối dài và trước khi thay sơn tàu)